# إرحاب
إرحاب هي قرية أردنية تقع على بعد 13 كيلو مترا من محافظة المفرق شرق عمان تزخر بأثار عديدة حيث تضم على أرضها أكثر من 70 كنيسة.

## أبرز الشخصيات
- ابن عامر الشامي المولود فيها.[2]